# 北海道道844号祝津西小路中央线
北海道道844号祝津西小路中央线（日语：北海道道844号祝津西小路中央線）是一条位于北海道室蘭市的普通道级道路（北海道道）。

## 道路概况
- 起点：北海道室蘭市祝津町2丁目
- 終点：北海道室蘭市中央町4丁目
- 总距离：7.4千米

## 经过的自治体
- 胆振综合振兴局
  - 室蘭市

## 主要连接道路
- 北海道道699号室兰港线（起点、終点）

## 历史
- 1975年（昭和50年）3月31日 - 路線勘定（北海道告示第951号）

## 沿線
- 测量山